# In Your Area
In Your Area è il ventiduesimo album in studio della space rock band britannica Hawkwind, registrato in parte il 20 novembre 1997 a Bruxelles, e in parte in studio nel 1999. L'album è stato pubblicato nel 1999.

## Tracce
Le prime sei tracce sono state registrate dal vivo.
1. "Brainstorm"  (Turner)  / "Hawkwind in Your Area" – 11:08 –  (Brock/Rizz)
2. "Alchemy" – 2:46 –  (Richards/Chadwick)
3. "Love in Space"  (Brock)  / "Rat Race" – 5:51 –  (Brock/Rizz)
4. "Rat Race"  (Brock/Rizz)  / "Aerospace-Age Inferno" – 5:32 –  (Calvert)
5. "First Landing on Medusa" – 1:41 –  (Calvert/Brock)
6. "I Am the Reptoid" – 3:19 –  (Tree)
7. "The Nazca" – 0:44 –  (Brock)
8. "Hippy" – 5:45 –  (Tree/Richards)
9. "Prairie" – 2:39 –  (Tree/Richards)
10. "Your Fantasy" – 5:04 –  (Tree/Brock/Chadwick/Richards)
11. "Luxotica" – 3:09 –  (Tree/Chadwick/Richards)
12. "Diana Park" – 4:21 –  (Brock)

## Formazione
- Dave Brock - chitarra, tastiere, voce
- Jerry Richards - chitarra
- Ron Tree - basso, voce
- Richard Chadwick - batteria

## Collaborazioni
- Captain Rizz - Voce